# Maria Luisa
Maria Luisa  è un nome proprio di persona italiano femminile.

## Varianti
- Femminili: Marialuisa[1]
  - Ipocoristici: Marisa[2], Marilù[3]

### Varianti in altre lingue
- Francese: Marie-Louise
- Portoghese: Maria Luísa
- Sloveno: Mária Lujza
- Spagnolo: María Luisa

## Origine e diffusione
Si tratta di un nome composto, formato dall'unione di Maria e Luisa. Negli anni '70 era il secondo più diffuso fra i composti basati su Maria, con 149.000 persone così chiamate, preceduto da Maria Teresa (153.000) e seguito da Maria Grazia (107.000).

## Onomastico
Oltre che lo stesso giorno di Maria e Luisa, l'onomastico si può festeggiare anche in memoria di alcune beate chiamate Maria Luisa, alle date seguenti:
- 28 gennaio, beata Maria Luisa Montesinos Orduña, una dei martiri della guerra civile spagnola[4]
- 4 marzo, beata Marie-Louise de Lamoignon, fondatrice delle Suore della carità di San Luigi[4]
- 28 aprile, beata Marie-Louise Trichet, cofondatrice delle Figlie della Sapienza[4]
- 12 settembre, beata Maria Luisa Prosperi, religiosa e mistica benedettina[4]

## Persone

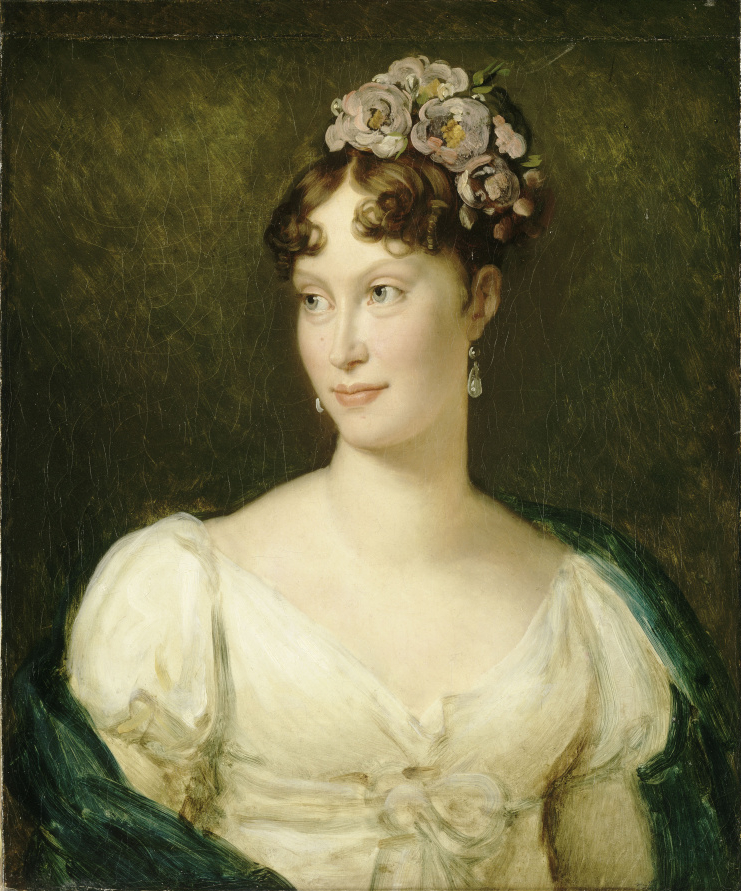
Maria Luisa d'Asburgo-Lorena

- Maria Luisa d'Asburgo-Lorena, imperatrice consorte di Francia
- Maria Luisa d'Assia-Kassel, principessa consorte d'Orange
- Maria Luisa di Borbone-Orléans, regina consorte di Spagna
- Maria Luisa di Borbone-Parma, regina consorte di Spagna
- Maria Luisa di Borbone-Spagna, regina consorte d'Etruria
- Maria Luisa di Borbone-Spagna, Sacra Romana Imperatrice
- Maria Luisa di Savoia, regina consorte di Spagna
- Maria Luisa di Schleswig-Holstein, membro della famiglia reale britannica
- Maria Luisa Altieri Biagi, linguista italiana
- Maria Luisa Berti, avvocata e politica sammarinese
- Maria Luisa Boncompagni, conduttrice radiofonica italiana
- Maria Luisa Busi, giornalista, conduttrice televisiva e scrittrice italiana
- Maria Luisa Cassanmagnago Cerretti, politica italiana
- Maria Luisa Cicci, poetessa italiana
- Maria Luisa De Crescenzo, attrice italiana
- Maria Luisa Figueira, psichiatra e accademica portoghese
- Maria Luisa Larisch-Wallersee, figlia illegittima di Ludovico in Baviera
- Maria Luisa Mangini, vero nome di Dorian Gray, attrice italiana
- Maria Luisa Righini Bonelli, storica della scienza e museologa italiana
- Maria Luisa Santella, attrice italiana
- Maria Luisa Spaziani, poetessa, traduttrice e aforista italiana
- Maria Luisa Zeri, soprano italiano

### Variante Marie-Louise
- Marie-Louise Aucher, musicista e cantante francese
- Marie-Louise de Lamoignon, religiosa francese
- Marie-Louise Linssen-Vaessen, nuotatrice olandese
- Marie-Louise O'Murphy, cantante francese
- Marie-Louise Trichet, religiosa francese
- Marie-Louise von Franz, psicanalista svizzera

## Il nome nelle arti
- Maria Luisa (Marie-Louise) è un film del 1944 diretto da Leopold Lindtberg.